# Embassy Theatre (Wellington)

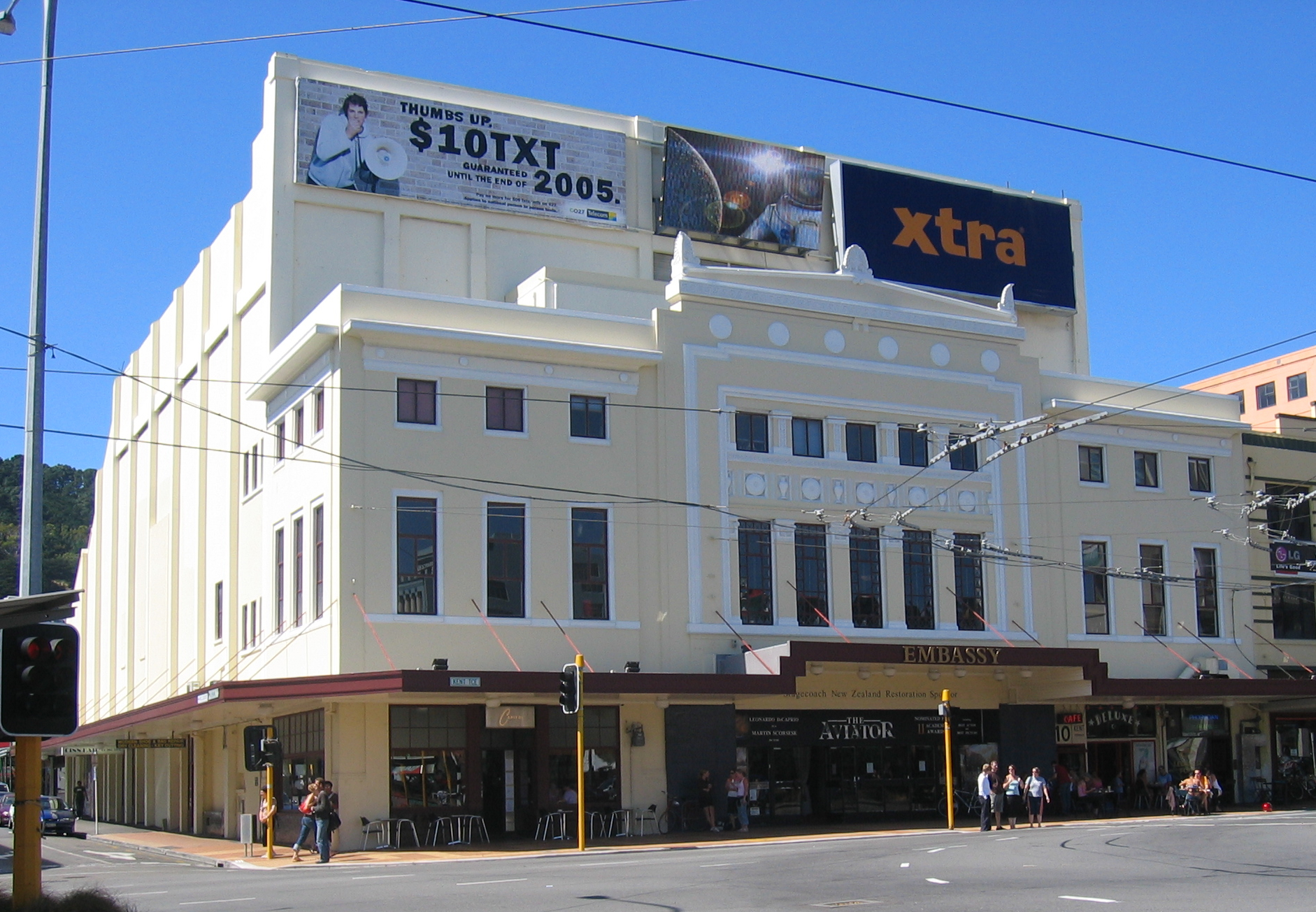

Embassy Theatre - kino znajdujące się w Wellington, stolicy Nowej Zelandii, na wschodnim krańcu ulicy Courtenay Place. Budynek został wzniesiony w 1924 r., był wielokrotnie przebudowywany i zmieniał właścicieli (obecnie Wellington City Council). Kinem administruje spółka Embassy Theatre Trust. Historyczny budynek, pochodzący z lat 20. XX wieku i zbudowany w stylu neoklasycystycznym, jest uznawany za obiekt o historycznym i kulturalnym znaczeniu przez New Zealand Historic Places Trust i jest objęty szczególną opieką.
Architektem budynku była Llewelyn Williams. Kino zostało oficjalnie otwarte 31 października 1924, początkowo było prowadzone przez spółkę De Luxe Theatres. W 1945 pierwotną nazwę kina („De Luxe”) zmieniono na „Embassy”. Oryginalnie budynek był w stanie pomieścić 1749 osób, jednak po przebudowie z lat 60., kiedy to zainstalowano m.in. ekran 70mm, proscenium i podwieszane sufity, liczba miejsc siedzących spadła do 852. Kolejne renowacje miały miejsce na początku XXI wieku.
Placówka bierze udział w nowozelandzkim festiwalu filmowym New Zealand International Film Festival, a także New Zealand International Arts Festival.
Kino gościło międzynarodową premierę filmu Władca Pierścieni: Powrót króla 1 grudnia 2003.